# Listrognathus rufus
Listrognathus rufus är en stekelart som beskrevs av Henry Keith Townes, Jr. 1962. Listrognathus rufus ingår i släktet Listrognathus och familjen brokparasitsteklar. Inga underarter finns listade i Catalogue of Life.